# یزید ابولیلی
یزید ابولیلی (عربی: يَزِيْد مُعِيْن حَسَن أَبُو لَيْلى؛ زادهٔ ۸ ژانویهٔ ۱۹۹۳) بازیکن فوتبال اهل اردن است.
از باشگاه‌هایی که در آن بازی کرده‌است می‌توان به باشگاه فوتبال الشباب اردن اشاره کرد.
وی همچنین در تیم ملی فوتبال اردن بازی کرده‌است.